# Square du Solbosch
Le square du Solbosch (en néerlandais : Solboschsquare) constitue le point d'aboutissement de l'avenue Adolphe Buyl, de l'avenue Guillaume Gilbert et de l'avenue de l'Orée. L'avenue du Pesage y débute.

## Monuments
Le square accueille deux monuments commémoratifs :
- Le premier, dédié à Louis Chaltin (Ixelles, 1857 – Uccle, 1933), est l'œuvre du sculpteur Arthur Dupagne ;
- Le second monument, une fontaine (auteur anonyme), rend hommage au capitaine Louis Crespel (Tournai, 1838 – Zanzibar, 1878).

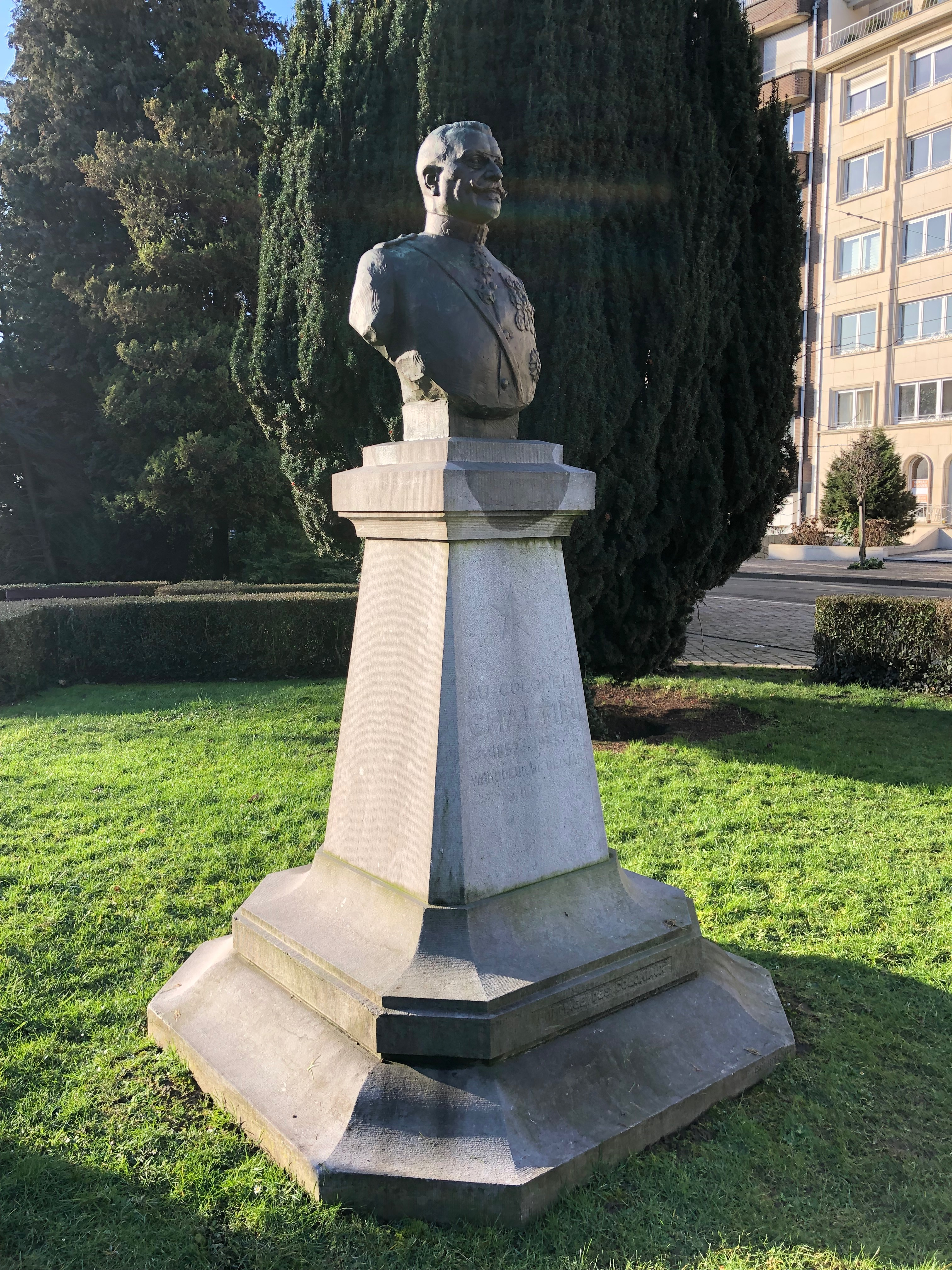
Au colonel Louis Chaltin
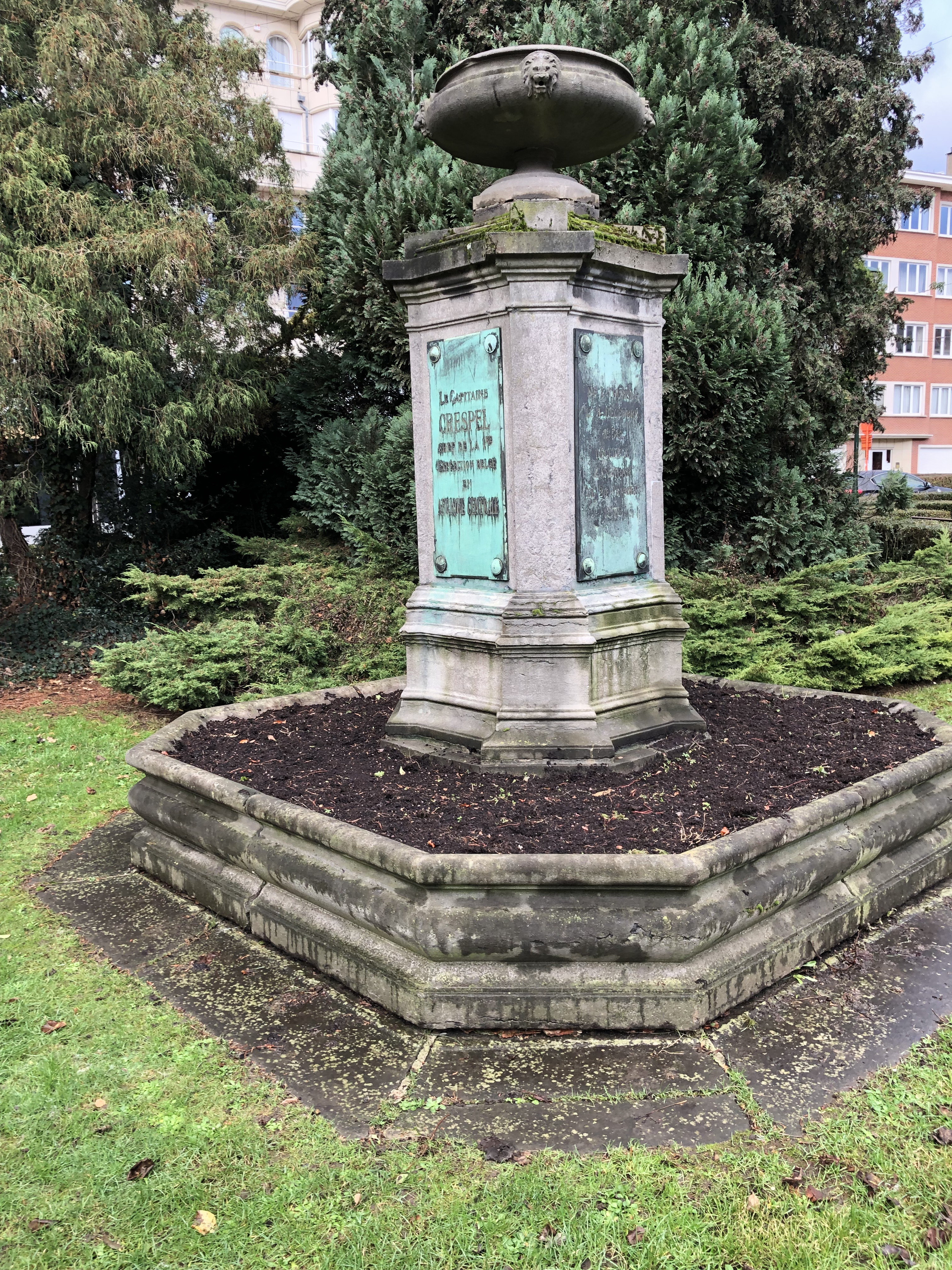
Au capitaine Louis Crespel